# Colbún
Colbún é uma comuna da província de Linares, localizada na Região de Maule, Chile. Possui uma área de 2.899,9 km² e uma população de 17.619 habitantes (2002).